# Heinrich Lossow

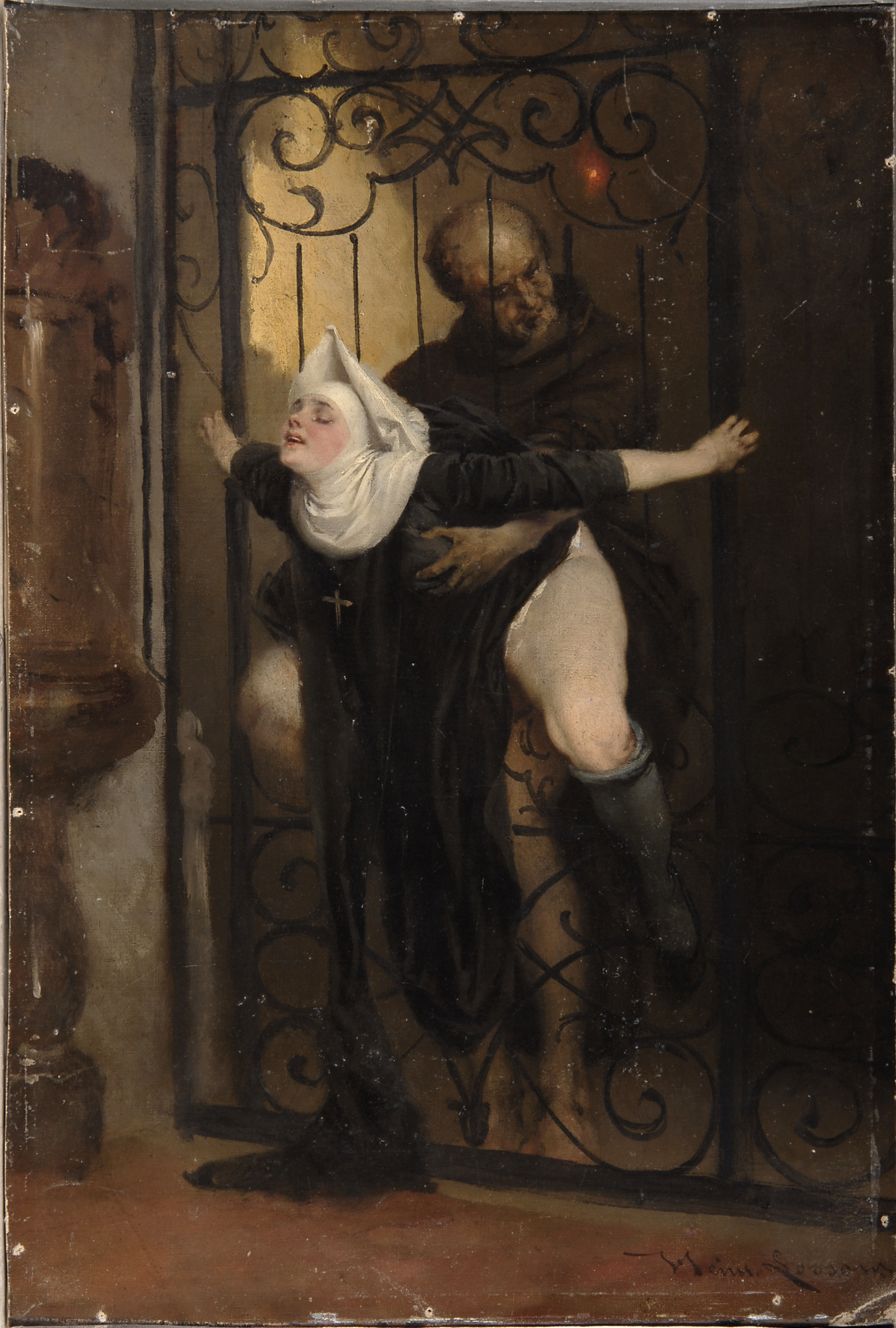
Il peccato, 1880

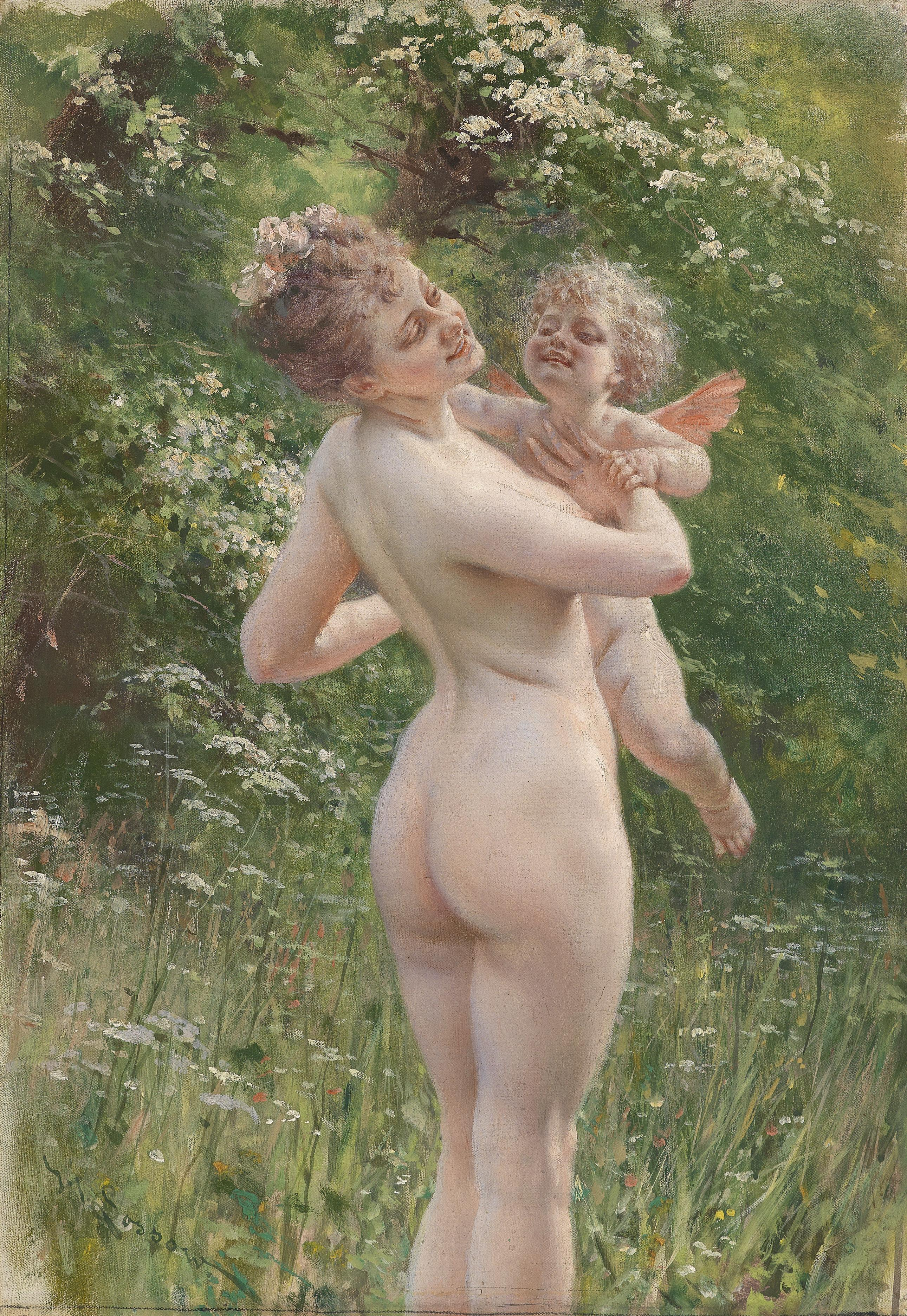
Sussurri d'amore

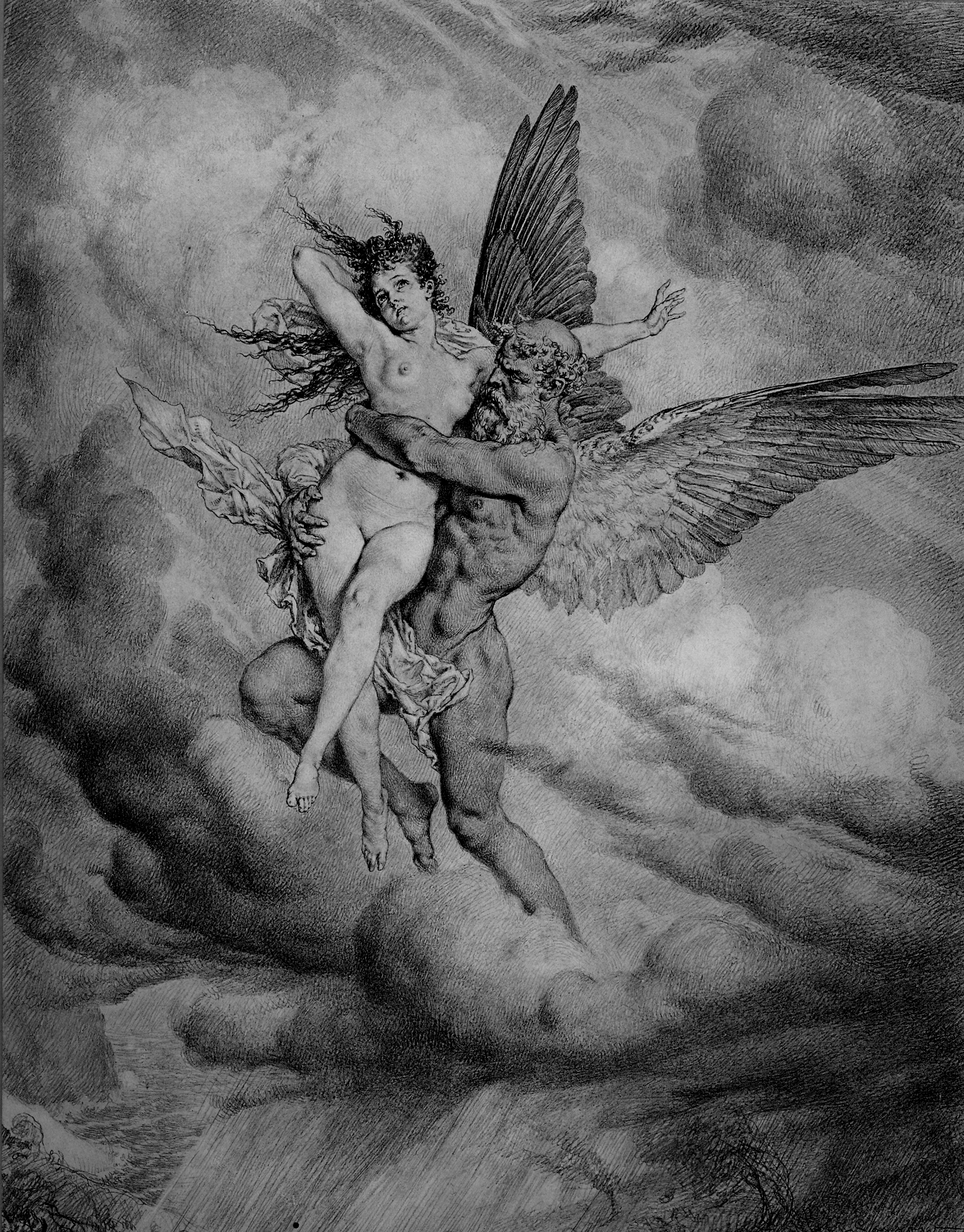
Borea e Oritia, disegno di H. Lossow per le Metamorfosi, c. 1880

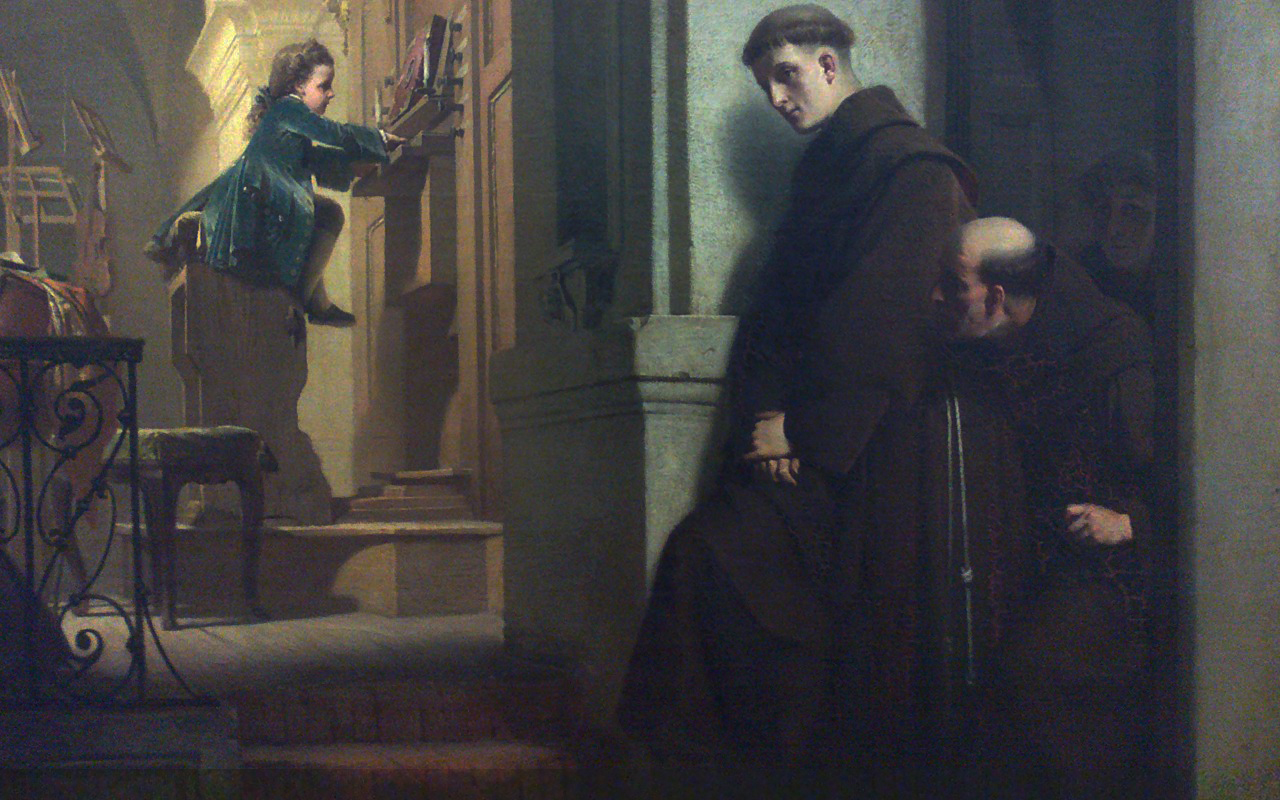
Il giovane Mozart suona l'organo

Heinrich Lossow (Monaco di Baviera, 10 marzo 1843 – Schleißheim, 19 maggio 1897) è stato un pittore e illustratore tedesco.

## Biografia
Heinrich Lossow era figlio dello scultore Arnold H. Lossow, originario della città tedesca di Brema, e fratello del pittore animalista Friedrich Lossow e del soggettista storico Carl Lossow. Come quest'ultimo, egli studiò all'Accademia di Monaco nello studio di Piloty, formandosi poi nel corso di svariati viaggi in Francia ed in Italia, specializzandosi in particolare nella tecnica dell'acquaforte. Pittore di genere, egli attinse la propria ispirazione prevalentemente dallo stile Rococò, realizzando opere come Il giovane Mozart suona l'organo.
Parallelamente alla sua attività di pittore, Lossow acquistò rinomanza anche come illustratore. In particolare, fu illustratore d'una edizione delle Allegre comari di Windsor di Shakespeare. Allo stesso modo illustrò per opere di Johann Wolfgang von Goethe e per Intrigo e amore di Friedrich Schiller. 
Fu inoltre autore estroso d'una copiosa produzione iconografica erotica (Métamorfosi, Il trionfo di Cupido, Servo fedele della moglie), perfino pornografica, oggi piuttosto ricercata dagli amatori, che pubblicò perlopiù a Parigi con lo pseudonimo di Gaston Ferran. Una delle sue opere più conosciute è certamente Il peccato che rappresenta la scena di un rapporto sessuale tra una giovane suora e un frate più maturo. L'episodio si rifà al banchetto delle castagne tenuto in Vaticano da Cesare Borgia, figlio di papa Alessandro VI. Al di là dell'iconografia erotica ambientata in una chiesa con dovizia di particolari, l'opera rappresenta certamente una riflessione significativa ancora nell'Ottocento sul tema delle vocazioni religiose "forzate" e sul fatto che nessuno è immune al peccato per la sua natura umana, nemmeno i religiosi.
Lossow fu anche conservatore della pinacoteca di Schleißheim, vicino a Monaco.

## Opere
- Il giovane Mozart suona l'organo
- Maria Antonietta
- La visita del cappellaio
- Scena galante
- Bambini che giocano
- Ritratto di dama in un abito nero con un cappello bordeaux e ombrello
- Donna nel parco (o Crepacuore)
- Il piccolo tesoro
- Allegoria della gioventù
- Fila, fila, figlia mia
- Dama sdraiata
- Souvenir (Erinnerung)
- La Sfinge e il poeta, tratto da un dipinto di Heinrich Heine
- Passatempi musicali (Musikalische Unterhaltung)
- Sussurri d'amore (Liebesgeflüster)
- Luna di miele (Flitterwochen)
- Il salotto (Die Putzmacherin)
- Passeggiata pomeridiana
- Ritratto di dama di profilo
- Gioco precario
- La regina delle fate
- La pastorella sorpresa
- Leda e il cigno
- Seduzione rossa
- Borea e Oritia
- Giovane serva con legumiera, 1872
- Il peccato (Die Versündigung), 1880
- Il trionfo di Cupido, 1881, 12 disegni
- Il corteggiatore persistente, 1897